# Ranger's Futbol Club
El Ranger's Futbol Club es un club de fútbol de Andorra, de la parroquia de Andorra la Vieja. Juega en la Primera División de Andorra.

## Historia
Fue fundado en 1981, pero no empezó a participar en la Liga andorrana hasta 1999. Tras dos años en segunda división, en la temporada 2001-2002 el equipo debutó en la máxima categoría de la liga. Desde entonces, el equipo ha ido mejorando poco a poco. Después de quedar subcampeones en la temporada 2005, el equipo ganó el campeonato en 2006 y 2007.
El equipo debutó en competiciones europeas en la temporada de verano de 2005, en la que participó en la Copa Intertoto. A pesar del 1-1 obtenido en el partido de ida contra el SK Sturm Graz, el equipo fue derrotado por un amplio margen de 5-0 en terreno austriaco.
Tras ganar la Liga aquella temporada, el equipo debutó en la Copa de la UEFA en la temporada 2006-2007, pero fue eliminado en la primera ronda por el FK Sarajevo.
Tras revalidar el título, la temporada 2007-2008 vio al club hacer historia al convertirse en el primer equipo andorrano en competir en la Liga de Campeones de la UEFA. Su rival, el FC Sheriff Tiraspol de Moldavia, salió victorioso de la primera ronda de eliminatorias con resultados de 2-0 y 0-3.
El equipo finalmente experimentó un declive en su rendimiento y fue relegado al final de la temporada 2008-2009. Tras dos temporadas en Segunda División, el equipo terminó segundo en la temporada 2010-2011 y fue posteriormente ascendido, debido a la ineligencia del Lusitanos B, que terminó como campeón. En la temporada 2011-2012, el FC Ranger fue relegado a la Primera División debido a su decepcionante rendimiento, lo que supuso su regreso a la Segunda División.
En la temporada 2023-24, tras el nombramiento del mexicano Marco Fabián como presidente y jugador del club cuatro meses después de su integración, el equipo fue promovido una vez más a la Primera División de Andorra.

## Entrenadores
- Jesús Julián Lucendo (2007)[12]
- Luis Blanco (2024)[18]
- Marco Fabián Vázquez (mayo de 2024-agosto de 2024)[2]
- Marcos Reina (agosto de 2024-presente)[4]

## Palmarés

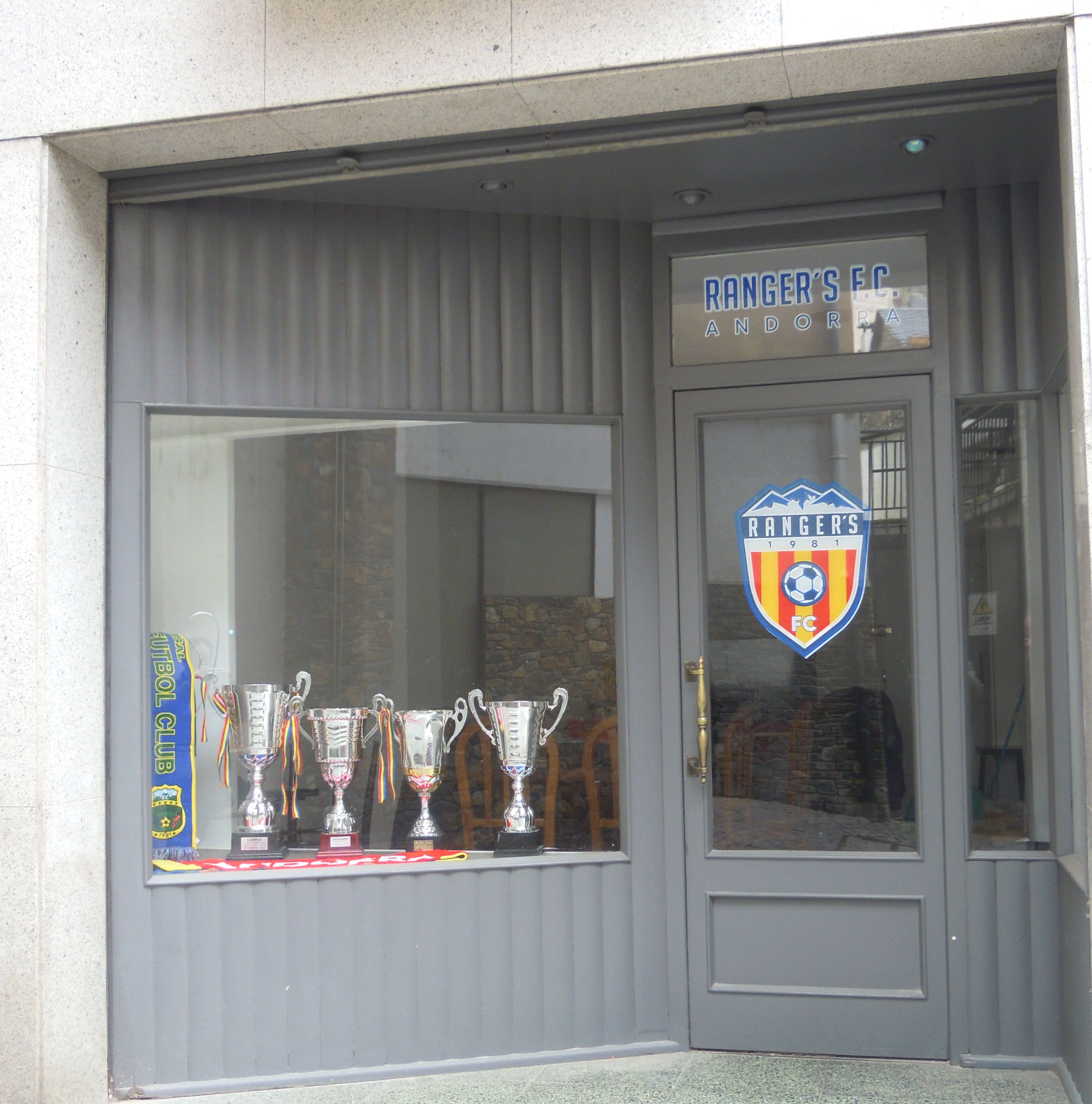
Vitrina con los trofeos en la sede del club

### Torneos nacionales
- Primera División de Andorra (2): 2006, 2007
- Supercopa de Andorra (1): 2006
- Segunda División de Andorra (1): 2000-01

## Fútbol sala
El club posee una sección de fútbol sala que ha conquistado la Primera División de Fútbol Sala de Andorra en 1996, y en la temporada 2023-2024.
Debutó en competiciones europeas por la Liga de Campeones de fútbol sala de la UEFA en la temporada 2024-2025, pero fue eliminado tras tres derrotas en la ronda preliminar.

## Patrocinadores
Assets 26, Gricks Sportswear, Rizzoma y Cielito Lindo son las marcas que patrocinan al equipo en la temporada 2024-2025.

## Temporadas
| Temporada |                 | Pos. | PJ. | G  | E | P  | GF | GC  | DG  | Pts | Copa             |
| --------- | --------------- | ---- | --- | -- | - | -- | -- | --- | --- | --- | ---------------- |
| 1999-00   | Segona Divisió  | 4    | ?   | ?  | ? | ?  | ?  | ?   | ?   | ?   | Primera ronda    |
| 2000-01   | Segona Divisió  | 1    | ?   | ?  | ? | ?  | ?  | ?   | ?   | 22  | Semifinales      |
| 2001-02   | Primera Divisió | 4    | 20  | 6  | 5 | 9  | 28 | 36  | -8  | 23  | Semifinales      |
| 2002-03   | Primera Divisió | 7    | 22  | 9  | 3 | 10 | 54 | 51  | +3  | 30  | Segunda ronda    |
| 2003-04   | Primera Divisió | 3    | 20  | 10 | 4 | 6  | 34 | 17  | +17 | 34  | Semifinales      |
| 2004-05   | Primera Divisió | 2    | 20  | 17 | 0 | 3  | 59 | 15  | +44 | 51  | Semifinales      |
| 2005-06   | Primera Divisió | 1    | 20  | 16 | 3 | 1  | 73 | 12  | +61 | 51  | Subcampeón       |
| 2006-07   | Primera Divisió | 1    | 20  | 17 | 2 | 1  | 60 | 11  | +49 | 53  | Semifinales      |
| 2007-08   | Primera Divisió | 3    | 20  | 12 | 4 | 4  | 47 | 30  | +17 | 40  | Semifinales      |
| 2008-09   | Primera Divisió | 8    | 20  | 1  | 0 | 19 | 26 | 100 | -74 | 3   | Segunda ronda    |
| 2009-10   | Segona Divisió  | 5    | 14  | 5  | 3 | 6  | 28 | 22  | +6  | 18  | Primera ronda    |
| 2010-11   | Segona Divisió  | 2    | 23  | 17 | 2 | 4  | 71 | 22  | +49 | 53  | Cuartos de final |
| 2011-12   | Primera Divisió | 8    | 20  | 1  | 1 | 18 | 16 | 111 | -95 | 4   | Cuartos de final |
| 2012-13   | Segona Divisió  | 9    | 22  | 9  | 1 | 12 | 57 | 72  | -15 | 28  | Tercera ronda    |
| 2013-14   | Segona Divisió  | 3    | 20  | 11 | 1 | 8  | 61 | 40  | +21 | 34  | Tercera ronda    |
| 2014-15   | Segona Divisió  | 3    | 16  | 8  | 2 | 6  | 33 | 29  | +4  | 26  | Primera ronda    |
| 2015-16   | Segona Divisió  | 11   | 23  | 4  | 0 | 19 | 35 | 98  | -63 | 12  | No participó     |
| 2016-17   | Segona Divisió  | 6    | 23  | 3  | 1 | 19 | 22 | 100 | -78 | 12  | No participó     |
| 2017-18   | Segona Divisió  | 8    | 18  | 4  | 1 | 13 | 23 | 77  | -54 | 13  | No participó     |
| 2018-19   | Segona Divisió  | 5    | 23  | 4  | 2 | 17 | 38 | 101 | -63 | 14  | No participó     |
| 2019-20   | Segona Divisió  | 4    | 14  | 7  | 0 | 7  | 28 | 37  | -9  | 21  | No participó     |
| 2020-21   | Segona Divisió  | 8    | 14  | 2  | 2 | 10 | 19 | 31  | -12 | 8   | No participó     |
| 2021-22   | Segona Divisió  | 9    | 20  | 5  | 0 | 15 | 33 | 67  | -34 | 15  | Primera ronda    |
| 2022-23   | Segona Divisió  | 6    | 24  | 8  | 1 | 15 | 39 | 73  | -34 | 25  | Cuartos de final |
| 2023-24   | Segona Divisió  | 2    | 16  | 8  | 1 | 7  | 52 | 27  | +25 | 22  | Cuartos de final |
| 2024-25   | Primera Divisió | 5    | 27  | 13 | 9 | 5  | 59 | 20  | +39 | 48  | Semifinales      |

## Récord Europeo
| Temporada | Torneo            | Ronda            | Club             | Casa | Visita | Cómputo global |
| --------- | ----------------- | ---------------- | ---------------- | ---- | ------ | -------------- |
| 2005      | Copa Intertoto    | 1                | Sturm Graz       | 1–1  | 0–5    | 1-6            |
| 2006–07   | Copa UEFA         | Clasificatoria 1 | FK Sarajevo      | 0–2  | 0–3    | 0-5            |
| 2007–08   | Liga de Campeones | Clasificatoria 1 | Sheriff Tiraspol | 0–3  | 0–2    | 0-5            |